# Culhwch
Nella mitologia gallese Culhwch è il figlio di Cilydd figlio di Celyddon e Goleuddydd, e cugino di re Artù.
Nella storia Culhwch e Olwen sua madre Goleuddyd, impazzita per essere stata spaventata da un porcaio, partorisce Culhwch. Il porcaio trova Culhwch nel recinto dei maiali e lo porta al padre Cilydd.
La matrigna di Culhwch vuole che sposi sua figlia, ma lui rifiuta. Infuriata, lo maledice condannandolo a poter sposare solo la bella Olwen. Ysbaddaden, padre di Olwen, è un gigante malvagio che morirebbe se sua figlia si sposasse. Così richiede a Culhwch di compiere una serie di imprese impossibili. La più importante è la caccia la cinghiale Twrch Trwyth. Culhwch viene aiutato da suo cugino re Artù e termina la maggior parte delle imprese. Quando ritorna da Ysbaddeden, il gigante viene decapitato da Goreu per vendicarsi dell'uccisione dei suoi fratelli e Culhwch sposa Olwen.

## Etimologia
Nella storia Culhwch e Olwen il nome Culhwch viene spiegato come "porcile" (dal gallese cul, "stretto" e hwch, "maiale"), ma probabilmente è una etimologia popolare.